# Leonore Siegele-Wenschkewitz
Leonore Siegele-Wenschkewitz (* 27. Juni 1944 in Belgard an der Persante; † 17. Dezember 1999 in Frankfurt am Main) war eine deutsche Kirchenhistorikerin und Direktorin der Evangelischen Akademie Arnoldshain. Sie war Mitherausgeberin der Zeitschrift Kirche und Israel (von 1986 bis 1993) und  der Reihe Arbeiten zur kirchlichen Zeitgeschichte. Bekannt wurde sie besonders durch ihre Aufdeckung antijudaistischer Tendenzen in der christlichen Theologie.

## Leben
Leonore Siegele-Wenschkewitz war die Tochter des aus Riga stammenden Pastors und späteren Superintendenten Hans Wenschkewitz (1904–1987) und seiner Ehefrau Anita Michelsson (1907–1952). Nach abgebrochener Flucht und Ausweisung in Großgoltern, einem Dorf bei Hannover, wuchs sie in Osnabrück und Loccum auf. Nach dem Abitur und einer halbjährigen Tätigkeit als Krankenpflegerin studierte sie Musikwissenschaft, Latein, Philosophie und Evangelische Theologie, seit 1963 in Göttingen und seit 1965 in Tübingen. Dort verlagerte sie den Schwerpunkt von der Musikwissenschaft auf die Theologie und promovierte 1972 mit einer kirchenhistorischen Arbeit zur Doktorin der Theologie, war danach Assistentin der Evangelisch-theologischen Fakultät der Eberhard-Karls-Universität Tübingen, später Repetentin am Evangelischen Stift in Tübingen.
1983 ging Leonore Siegele-Wenschkewitz als Studienleiterin an die Evangelische Akademie Arnoldshain, deren Leitung sie 1996 übernahm. 1984 wurde sie zur Pfarrerin der Evangelischen Kirche in Hessen und Nassau ordiniert. 1990 habilitierte sie sich im Fachbereich Evangelische Theologie der Johann Wolfgang Goethe-Universität Frankfurt am Main für Historische Theologie und wurde 1997 zur außerplanmäßigen Professorin ernannt. 1999 wurde sie für ihre Bemühungen um die christlich-jüdische Verständigung mit dem Edith-Stein-Preis ausgezeichnet.
Sie war mit dem Tübinger Musikwissenschafter Ulrich Siegele verheiratet. 

## Arbeitsschwerpunkte
Seit 1987 gehörte sie der Arbeitsgemeinschaft Juden und Christen beim Deutschen Evangelischen Kirchentag, von 1980 bis 1997 der EKD-Kommission Kirche und Judentum an. Seit 1985 war sie Mitglied, seit 1988 stellvertretende Vorsitzende der Evangelischen Arbeitsgemeinschaft für Kirchliche Zeitgeschichte, deren Geschäfte sie bis zuletzt führte. 1988/89 war sie Mitglied des Vorbereitungsausschusses zum Schwerpunktthema „Die Gemeinschaft von Frauen und Männern in der Kirche“ der Synode der Evangelischen Kirche in Deutschland, danach Mitglied eines vorbereitenden Ausschusses und von 1992 bis 1996 Mitglied und Vorsitzende der EKD-Kommission Förderung theologischer Frauenforschung.
Ihre Hauptarbeitsgebiete waren die Kirchliche Zeitgeschichte, insbesondere die Geschichte der theologischen Wissenschaft und der evangelisch-theologischen Fakultäten, das Verhältnis von Juden und Christen, die Feministische Theologie und Theologische Frauenforschung. In der Tagungsarbeit der Akademie versah sie mehrere Jahre auch den Arbeitsbereich Musik.
Nach ihr ist der Leonore-Siegele-Wenschkewitz-Preis benannt, der vom Verein zur Förderung Feministischer Theologie in Forschung und Lehre sowie von der Evangelischen Kirche in Hessen und Nassau und der Evangelischen Akademie Frankfurt vergeben wird.
Die Bibliothek der Augustana-Hochschule Neuendettelsau verwahrt 413 Bücher aus dem Nachlass von Leonore Siegele-Wenschkewitz, die insbesondere ihre Arbeitsschwerpunkte Feministische Theologie und Theologische Frauenforschung sowie Edith Stein dokumentieren.

## Schriften
- Nationalsozialismus und Kirchen. Religionspolitik von Partei und Staat bis 1935 (= Tübinger Schriften zur Sozial- und Zeitgeschichte 5), Düsseldorf 1974 (bearbeitete Fassung der Dissertation: Partei, Staat und Kirchen im Dritten Reich. Materialien zur nationalsozialistischen Religionspolitik bis 1935, Tübingen 1972).
- Wurzeln des Antisemitismus in Luthers theologischem Antijudaismus. In: Heinz Kremers (Hrsg.) in Zusammenarbeit mit Leonore Siegele-Wenschkewitz und Bertold Klappert: Die Juden und Martin Luther – Martin Luther und die Juden. Geschichte, Wirkungsgeschichte, Herausforderung. Neukirchen-Vluyn 1985, 21987, S. 351–367.
- Das Verhältnis von protestantischer Theologie und Wissenschaft des Judentums während der Weimarer Republik. In: Walter Grab, Julius H. Schoeps (Hrsg.): Juden in der Weimarer Republik (= Studien zur Geistesgeschichte 6). Stuttgart und Bonn 1986, S. 153–178; englisch unter dem Titel: The Relationship between Protestant Theology and Jewish Studies during the Weimar Republic, in: Otto Dov Kulka, Paul R. Mendes-Flohr (Hrsg.): Judaism and Christianity under the Impact of National Socialism. Jerusalem 1987, S. 133–150.
- Protestantische Universitätstheologie und Rassenideologie in der Zeit des Nationalsozialismus. Gerhard Kittels Vortrag „Die Entstehung des Judentums und die Entstehung der Judenfrage“ von 1936. In: Günter Brakelmann, Martin Rosowski (Hrsg.): Antisemitismus. Von religiöser Judenfeindschaft zur Rassenideologie. Göttingen 1989, S. 52–75.
- Josel von Rosheim: Juden und Christen im Zeitalter der Reformation. In: Kirche und Israel 6, 1991, S. 3–16 (Habilitationsvortrag am 9. Mai 1990).
- Die Rezeption und Diskussion der Genus-Kategorie in der theologischen Wissenschaft. In: Hadumod Bußmann, Renate Hof (Hrsg.): Genus. Zur Geschlechterdifferenz in den Kulturwissenschaften. Stuttgart 1995, S. 60–112.

Als Herausgeberin
- Verdrängte Vergangenheit, die uns bedrängt. Feministische Theologie in der Verantwortung für die Geschichte. München 1988.
- (mit Gerda Stuchlik:) Frauen und Faschismus in Europa. Der faschistische Körper (= Frauen in Geschichte und Gesellschaft 6). Pfaffenweiler 1990.
- (mit Gerda Stuchlik:) Hochschule und Nationalsozialismus. Wissenschaftsgeschichte und Wissenschaftsbetrieb als Thema der Zeitgeschichte (= Arnoldshainer Texte 66). Frankfurt a. M. 1990.
- Die evangelischen Kirchen und der SED-Staat – ein Thema Kirchlicher Zeitgeschichte (= Arnoldshainer Texte 77). Frankfurt a. M. 1993.
- (mit Carsten Nicolaisen:) Theologische Fakultäten im Nationalsozialismus (= Arbeiten zur Kirchlichen Zeitgeschichte B 18). Vandenhoeck und Ruprecht, Göttingen 1993. ISBN 3-525-55718-3
- Christlicher Antijudaismus und Antisemitismus. Theologische und kirchliche Programme Deutscher Christen (= Arnoldshainer Texte 85). Frankfurt a. M. 1994.
- (mit Doron Kiesel:) Der Aufklärung zum Trotz. Antisemitismus und politische Kultur in Deutschland (= Arnoldshainer Texte 100), Frankfurt a. M. 1998.
- Typisch evangelisch? Konfessionelle Profilierung in der Diskussion (= Arnoldshainer Texte 105), Frankfurt a. M. 1998.
- Religionspolitik in der Bundesrepublik Deutschland. Konzepte der im Bundestag vertretenen politischen Parteien, der Bundesregierung, der evangelischen und katholischen Kirche (= Arnoldshainer Texte 111), Frankfurt a. M. 2000.